# Convenção de Lomé

Os Países ACP.

Convenção de Lomé é o acordo comercial assinado em 1975 entre a União Europeia e os países ACP, que vigorou até à assinatura do acordo de Cotonou.
Existiram quatro convenções de Lomé: Lomé I, Lomé II, Lomé III e Lomé IV, que são sucessivos aperfeiçoamentos de um acordo inicial.
Lomé I
Esta primeira Convenção foi assinada por 46 países ACP. Tinha por objectivos a coordenação comercial, garantido a liberdade de acesso ao mercado comunitário de quase todos os produtos dos países ACP, assegurar a estabilidade das receitas de exportação para 36 produtos-base, protegendo-as contra as flutuações de preços do mercado mundial (Stabex), cooperação industrial e financeira e criação de instituições destinadas à gestão em comum do conjunto de acordos.
Lomé II
Foi assinada por 58 países ACP e tinha quase os mesmos objectivos da primeira Convenção. Esta Convenção veio aprofundar os acordos anteriores e estabelecer a cooperação mineira e energética (Sysmin). Também nesta Convenção se estabeleceu a cooperação no domínio das pescas, medidas a favor da mão-de-obra e definição de dispositivos de promoção comercial. A Convenção de Lomé II trouxe uma nova abordagem, pensando no desenvolvimento autocentrado e no apoio a políticas sectoriais.
1. ↑  Editora, Porto. «Convenção de Lomé». Infopédia. Consultado em 7 de Agosto de 2024. Cópia arquivada em 21 de Maio de 2024